# Aero A-21
Aero A-21 byl československý dvouplošný vojenský cvičný letoun vzniklý z bombardovacího a průzkumného typu Aero A-11. A-21 vznikl speciálně jako noční cvičný letoun pro výcvik v pilotáži podle přístrojů. Letouny byly vybaveny dvěma přistávacími reflektory pod spodním křídlem. Typ nebyl příliš úspěšný a z osmi vyrobených strojů bylo později šest přestavěno na denní cvičné A-125.

## Specifikace
Údaje podle

### Technické údaje
- Osádka: 2 (instruktor a žák)
- Rozpětí křídel: 12,80 m
- Délka: 9,00 m
- Nosná plocha: 36,00 m²
- Prázdná hmotnost: 1 018 kg
- Vzletová hmotnost: 1 328 kg
- Pohonná jednotka: 1 × kapalinou chlazený šestiválcový řadový motor Breitfeld & Daněk Perun I
- Výkon pohonné jednotky: 136 kW (185 k)

### Výkony
- Maximální rychlost: 170 km/h
- Cestovní rychlost: 140 km/h
- Dostup: 6 500 m
- Stoupavost: výstup do výše 3 000 m za 21,3 minuty
- Dolet: 440 km